# Marquesado del Solar de Mercadal
El Marquesado del Solar de Mercadal es un título nobiliario español creado el 9 de enero de 1694 por el rey Carlos II a favor de García de Bustamante y de la Torre, miembro del Consejo de S.M, caballero de la Orden de Santiago y secretario del Consejo de Hacienda.
García de Bustamante y de la Torre, era hijo del militar Juan de Bustamante y de María de la Torre, ambos miembros de ricas familias de Comillas (Cantabria).

## Marqueses del Solar de Mercadal
|                                 | Titular                                | Periodo                |
| Creación por Carlos II          | Creación por Carlos II                 | Creación por Carlos II |
| ------------------------------- | -------------------------------------- | ---------------------- |
| I                               | García de Bustamante y de la Torre     | 1694-1698              |
| II                              | Juan Alonso Bracho y Bustamante        |                        |
| III                             | Manuel Luis de Bustamante y Bracho     | ? -1773                |
| IV                              | Manuel Lorenzo de Bustamante e Irabien |                        |
| Rehabilitación por Alfonso XIII |                                        |                        |
| V                               | Antonio de Bustamante y del Piélago    | 1890-1917              |
| VI                              | Manuel de Bustamante y Gal             | 1917-1973              |
| VII                             | Manuel de Bustamante y de la Gándara   | 1976-                  |
| VIII                            | Antonio González-Mora y Ferrer         | 1980-2012              |
| IX                              | Antonio González-Mora y de Sandoval    | 2013-actualidad        |

## Historia de los Marqueses del Solar de Mercadal
- García de Bustamante y de la Torre (n. Comillas[2] - 1698) I marqués del Solar de Mercadal.

1. Casó en la capilla del Real Alcázar de Madrid el 7 de septiembre de 1670 con María Teresa Carrión (n. Madrid), de la cámara de la reina Mariana de Austria, hija de Gaspar de Carrión y de Antonia Muñoz y Gamboa.[2] Le sucedió su primo:

- Juan Alonso Bracho y Bustamante, II marqués del Solar de Mercadal.

1. Casó con Bernarda de Velasco e Isla. Le sucedió, en los derechos al título, su hija:

-Jacinta Bracho y Velasco, que casó con Bernabé de Bustamante y Ceballos. Transmitió los derechos a su hijo:
- Manuel Luis de Bustamante y Bracho (1748-1773), III marqués del Solar de Mercadal.

1. Casó con Elena Irabien y Llano. Le sucedió su hijo:

- Manuel Lorenzo de Bustamante e Irabien (1772-.), IV marqués del Solar de Mercadal.

1. Casó con Juanna de Escorza y Velasco. Transmitió los derechos a su hijo:

-Manuel Ramón de Bustamante y Escorza, que casó con Teresa del Piélago y Vara. Transmitió los derechos necesarios para que pudiera rehabilitar el título el hijo de éstos, por tanto nieto del cuarto marqués:
Rehabilitado en 1890 por:
- Antonio de Bustamante y del Piélago, V marqués del Solar de Mercadal. Le sucedió, en 1917, su sobrino:[3]

- Manuel de Bustamante y Gal (f, en 1973), VI marqués del Solar de Mercadal. Le sucedió, en 1976, un hijo de su hermano Ramón de Bustamante y Gal que había casado con María de la Gándara y Ustala, por tanto su sobrino:

- Manuel de Bustamante y de la Gándara, VII marqués del Solar de Mercadal.  El título fue transferido a Antonio González-Mora y Ferrer (1980)

- Antonio González-Mora y Ferrer, VIII marqués del Solar de Mercadal.

1. Casó con Natalia de Sandoval y de la Torriente. Fallecido en 2011. Le sucede el hijo de ambos:

- Antonio González-Mora y de Sandoval, IX marqués del Solar de Mercadal.